# En la ciudad
En la ciudad è un film del 2003 diretto da Cesc Gay.